# 英仙-雙魚超星系團
英仙-雙魚超星系團是宇宙已知結構中最大的之一，在遠達2億5千萬光年處，由星系團組成的長鏈北半球冬季跨越過40°的天空。英仙-雙魚超星系團是在鄰近的宇宙（3億光年之內）兩處星系密集的區域之一，沿著銀河系的平面延伸，位於室女超星系團的另一側。
英仙-雙魚超星系團中主要的星系團是艾伯耳262、艾伯耳347和艾伯耳426。

## 外部連結
- Atlas of the universe page on the Perseus-Pisces Supercluster （页面存档备份，存于）